# João Cristino da Silva
João Cristino da Silva – portugalski malarz romantyczny.

## Dzieła

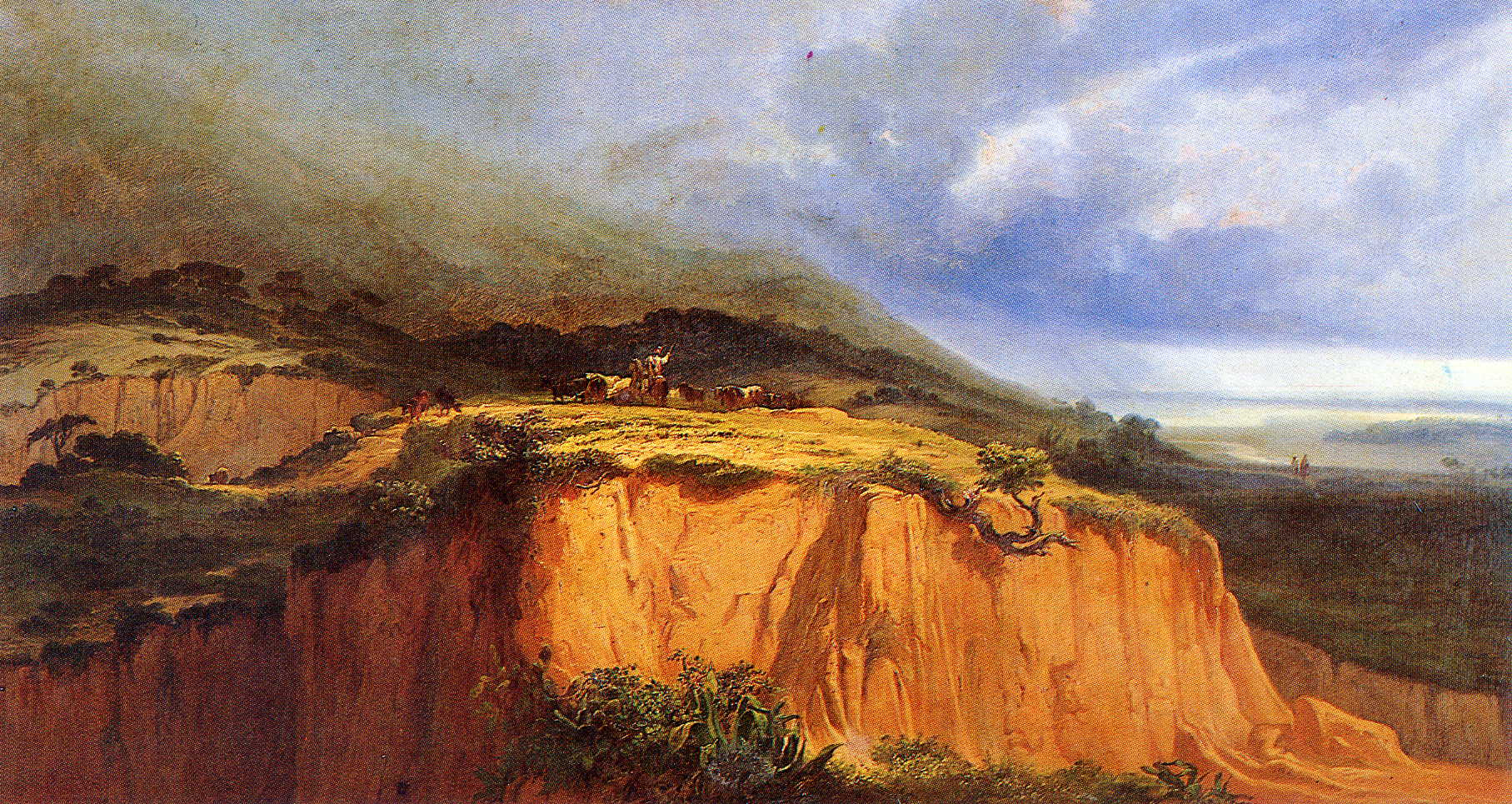
A passagem do gado, 1867

- Cinco Artistas em Sintra, 1855
- Recuar da onda, 1857
- Paisagem e animais, 1859
- A passagem do gado, 1867
- Cruz Alta de Sintra
- Fonte das Lágrimas